# Schoonspringen op de Olympische Zomerspelen 2024
Schoonspringen was een van de sportdisciplines die werden beoefend op de Olympische Zomerspelen 2024 in Parijs, Frankrijk. Net als bij de vorige editie van de Spelen bestond het deelnemersveld uit 136 atleten, gelijk verdeeld over de geslachten.
De wedstrijden vonden plaats van 27 juli tot en met 10 augustus in het Centre aquatique olympique van Saint-Denis, een voorstad van Parijs. Naast het schoonspringen vinden hier ook het waterpolo en synchroonzwemmen plaats.

## Programma
| Onderdeel ↓ / Datum →    | 27 | 28 | 29 | 30 | 31 | 1 | 2 | 3 | 4 | 5 | 5 | 6 | 7 | 8 | 9 | 10 | 10 |
| ------------------------ | -- | -- | -- | -- | -- | - | - | - | - | - | - | - | - | - | - | -- | -- |
| Mannen                   |    |    |    |    |    |   |   |   |   |   |   |   |   |   |   |    |    |
| 3 m plank (m)            |    |    |    |    |    |   |   |   |   |   |   | V | ½ | F |   |    |    |
| 10 m toren (m)           |    |    |    |    |    |   |   |   |   |   |   |   |   |   | V | ½  | F  |
| 3 m plank synchroon (m)  |    |    |    |    |    |   | F |   |   |   |   |   |   |   |   |    |    |
| 10 m toren synchroon (m) |    |    | F  |    |    |   |   |   |   |   |   |   |   |   |   |    |    |
| Vrouwen                  |    |    |    |    |    |   |   |   |   |   |   |   |   |   |   |    |    |
| 3 m plank (v)            |    |    |    |    |    |   |   |   |   |   |   |   | V | ½ | F |    |    |
| 10 m toren (v)           |    |    |    |    |    |   |   |   |   | V | ½ | F |   |   |   |    |    |
| 3 m plank synchroon (v)  | F  |    |    |    |    |   |   |   |   |   |   |   |   |   |   |    |    |
| 10 m toren synchroon (v) |    |    |    |    | F  |   |   |   |   |   |   |   |   |   |   |    |    |

## Deelnemende landen
Er deden 136 schoonspringers uit 32 landen mee bij het schoonspringen op de Olympische Zomerspelen in Parijs.

## Medailles

### Medaillewinnaars
Mannen
| Onderdeel                | Goud | Goud                     | Zilver | Zilver                   | Brons | Brons                             |
| ------------------------ | ---- | ------------------------ | ------ | ------------------------ | ----- | --------------------------------- |
| 03 m plank (m)           | CHN  | Xie Siyi                 | CHN    | Wang Zongyuan            | MEX   | Osmar Olvera                      |
| 03 m plank synchroon (m) | CHN  | Wang Zongyuan Long Daoyi | MEX    | Juan Celaya Osmar Olvera | GBR   | Anthony Harding Jack Laugher      |
| 10 m toren (m)           | CHN  | Cao Yuan                 | JPN    | Rikuto Tamai             | GBR   | Noah Williams                     |
| 10 m toren synchroon (m) | CHN  | Yang Hao Lian Junjie     | GBR    | Tom Daley Noah Williams  | CAN   | Rylan Wiens Nathan Zsombar-Murray |

Vrouwen
| Onderdeel                | Goud | Goud                    | Zilver | Zilver                   | Brons | Brons                                  |
| ------------------------ | ---- | ----------------------- | ------ | ------------------------ | ----- | -------------------------------------- |
| 03 m plank (v)           | CHN  | Chen Yiwen              | AUS    | Maddison Keeney          | CHN   | Chang Yani                             |
| 03 m plank synchroon (v) | CHN  | Chen Yiwen Chang Yani   | USA    | Sarah Bacon Kassidy Cook | GBR   | Yasmin Harper Scarlett Mew Jensen      |
| 10 m toren (v)           | CHN  | Quan Hongchan           | CHN    | Chen Yuxi                | PRK   | Kim Mi-rae                             |
| 10 m toren synchroon (v) | CHN  | Chen Yuxi Quan Hongchan | PRK    | Kim Mi-rae Jo Jin-mi     | GBR   | Andrea Spendolini-Sirieix Lois Toulson |

### Medaillespiegel
| Plaats | Land             | NOC | Goud | Zilver | Brons | Totaal |
| ------ | ---------------- | --- | ---- | ------ | ----- | ------ |
| 1      | China            | CHN | 8    | 2      | 1     | 11     |
| 2      | Groot-Brittannië | GBR | 0    | 1      | 4     | 5      |
| 3      | Mexico           | MEX | 0    | 1      | 1     | 2      |
| 3      | Noord-Korea      | PRK | 0    | 1      | 1     | 2      |
| 5      | Australië        | AUS | 0    | 1      | 0     | 1      |
| 5      | Japan            | JPN | 0    | 1      | 0     | 1      |
| 5      | Verenigde Staten | USA | 0    | 1      | 0     | 1      |
| 8      | Canada           | CAN | 0    | 0      | 1     | 1      |

St. Louis 1904 · 
Londen 1908 · 
Stockholm 1912 · 
Antwerpen 1920 · 
Parijs 1924 · 
Amsterdam 1928 · 
Los Angeles 1932 · 
Berlijn 1936 · 
Londen 1948 · 
Helsinki 1952 · 
Melbourne 1956 · 
Rome 1960 · 
Tokio 1964 · 
Mexico-stad 1968 · 
München 1972 · 
Montréal 1976 · 
Moskou 1980 · 
Los Angeles 1984 · 
Seoel 1988 · 
Barcelona 1992 · 
Atlanta 1996 · 
Sydney 2000 · 
Athene 2004 · 
Peking 2008 · 
Londen 2012 · 
Rio de Janeiro 2016 · 
Tokio 2020 · 
Parijs 2024 · 
Los Angeles 2028 
Medaillewinnaars 
Atletiek · Badminton · Basketbal · Boksen · Boogschieten · Breaking · Gewichtheffen · Golf · Gymnastiek · Handbal · Hockey · Judo · Kanovaren · Klimsport · Moderne vijfkamp · Paardensport · Roeien · Rugby · Schermen · Schietsport · Schoonspringen · Skateboarden  · Surfen · Synchroonzwemmen · Taekwondo · Tafeltennis · Tennis · Triatlon · Voetbal · Volleybal · Waterpolo · Wielersport · Worstelen · Zeilen · Zwemmen